# Louis Boyard
Pour les articles homonymes, voir Boyard.
Louis Boyard, né le 26 août 2000 à Fontenay-le-Comte (Vendée), est un homme politique français, député depuis 2022 et membre de la direction de La France insoumise.
Syndicaliste lycéen et militant étudiant au cours de ses études, occupant la fonction de président de l'Union nationale lycéenne de 2018 à 2019. Il est ensuite chroniqueur sur des chaînes de radio et de télévision à partir de 2021.
Il devient député du Val-de-Marne à partir de 2022 pour La France insoumise et alors le deuxième plus jeune député de la législature. Il intègre la direction du mouvement de Jean-Luc Mélenchon à la fin de l'année 2022.
Dans un contexte local, il tente de devenir maire de Villeneuve-Saint-Georges lors d'élections municipales partielles en 2025 mais échoue et siège dans l'opposition.

## Jeunesse et activités syndicales

### Enfance
Né à Fontenay-le-Comte, en Vendée, il est le fils d'un cadre d'entreprise ferroviaire et d'une employée anglaise du groupe Samsung,. Durant sa jeunesse, il déménage beaucoup au gré des déplacements professionnels de son père et habite notamment aux Mureaux, dans les Yvelines, à Amiens, dans la Somme, à Bruxelles et à Ablon-sur-Seine. Il effectue ses études secondaires au lycée Georges-Brassens à Villeneuve-le-Roi (Val-de-Marne).

### Président de l'Union nationale lycéenne
Louis Boyard se fait connaître lors du mouvement de protestation du lycée Georges-Brassens de Villeneuve-le-Roi à la suite de la découverte de la présence d'amiante, qui donne lieu à un blocage de l'établissement par les élèves, soutenus par leurs professeurs,,.
Le 8 avril 2018, il est élu président de l'Union nationale lycéenne (UNL) à l'occasion du 11e congrès du syndicat lycéen,. Son mandat prend fin en juillet 2019.
Pendant son mandat, il participe à la mobilisation contre Parcoursup et encourage le blocage de lycées en soutien au mouvement des Gilets jaunes. Le 2 février 2019, il est blessé au pied par un tir de LBD lors d'une manifestation du mouvement des Gilets jaunes, à laquelle il participe, en tant que président de l'UNL,. Au micro de France Inter, le ministre de l'Intérieur, Christophe Castaner, l'accuse de courir « de plateau en plateau » et de simuler après être tombé « tout seul en descendant d'une statue », ce que Louis Boyard conteste. La presse rapporte une semaine après qu'il est victime d'insultes sur les réseaux sociaux. Louis Boyard accuse en retour le ministre « de violer le secret médical et de mentir » puis dépose plainte pour « violences volontaires avec armes par personne dépositaire de l'autorité publique ». Cette plainte n'a pas fait l'objet de suites connues publiquement.

### Militantisme étudiant
À l'automne 2019, il entame des études en droit à l'université Paris-Panthéon-Assas. Le 27 octobre 2020, il est élu à la commission de la Formation et de la Vie universitaire (CFVU) du conseil académique de l'université en tant que suppléant de Marguerite Baranton, tête de la liste « Assas in Progress » qui obtient 11,59 % des suffrages exprimés. En 2021, il est porte-parole du Mouvement des Solidarités Étudiantes.
Parallèlement, il s'inscrit à un BTS en communication, suivi par correspondance.
Durant l'été 2021, alors qu'il est encore étudiant, il est chroniqueur dans deux émissions audiovisuelles : d'abord de juin à août dans Les Grandes Gueules, diffusée sur RMC, où ses propos sur le Conseil de défense sanitaire sont violemment critiqués à la mi-août en direct par l'animateur Alain Marschall puis, à partir du 1er septembre, pendant plusieurs semaines, dans Touche pas à mon poste !, diffusée sur C8, où il perçoit 300 euros par émission pour un total de 6 700 euros,. Au cours de sa première chronique dans l'émission télévisée Touche pas à mon poste !, il indique avoir ponctuellement vendu de la drogue pour payer ses études,, tout en reconnaissant être un étudiant médiocre (« Je suis nul, vraiment nul, tu ne peux pas me mettre dans une salle de classe »).
En septembre 2022, il indique mettre en pause ses études pour se consacrer à son mandat de député.

## Parcours politique

### Député du Val-de-Marne

#### Élection
À l'âge de 21 ans, Louis Boyard est investi comme candidat aux élections législatives de 2022 par La France insoumise (LFI) pour la Nouvelle Union populaire écologique et sociale (NUPES) dans la troisième circonscription du Val-de-Marne.
Au premier tour de l'élection, il arrive en tête avec près de 31,57 % des voix, devant le député sortant Laurent Saint-Martin, membre de La République en marche, qui réunit 25,52 % des voix,. Il est élu au second tour avec 51,98 % des suffrages exprimés. Il devient alors le second plus jeune député de la législature, derrière le Polynésien Tematai Le Gayic, né deux mois après lui, élu la même année.

#### Mandat
Sur le fond, il s'engage notamment sur l'abaissement du droit de vote à 16 ans et pour une allocation d’autonomie pour les jeunes en formation (propositions n'ayant pas été adoptées à ce jour).
En sa qualité de jeune député, il est désigné pour être secrétaire du bureau de l'Assemblée nationale lors de la séance d'ouverture de la XVIe législature de la Cinquième République le 28 juin 2022. À cette occasion, il suscite la polémique en refusant, aux côtés de Danièle Obono, de serrer la main de députés du Rassemblement national. Interrogé le lendemain sur son geste, il ironise aux micros de BFM TV et de LCP sur l'importance des « gestes barrière » face à l'extrême droite,,.
Le 7 décembre 2022, une conférence qu'il animait, à Bordeaux, au côté du député Carlos Martens Bilongo est la cible d'une tentative d'agression par des militants d’extrême droite cagoulés et équipés de barres de fer. Son domicile est placé sous surveillance policière en février 2023, le député ayant reçu diverses menaces dans le « contexte particulier de la réforme des retraites » selon la police.
De manière générale, Louis Boyard est connu pour sa présence active sur les réseaux sociaux. Il est ainsi l'un des députés les plus suivis sur TikTok. Cette activité en ligne est parfois controversée : par exemple, en mars 2023, il appelle les lycéens à poster sur les réseaux sociaux des photos de leurs lycées bloqués, avec à la clé un tirage au sort pour gagner une visite du Palais Bourbon à ses côtés. La Présidente de l’Assemblée nationale Yaël Braun-Pivet s'en offusque, en répliquant que "la politique n'est pas un challenge TikTok".
À la suite de la dissolution et des élections législatives de 2024, il se représente et est réélu avec 46,92% des voix dans un contexte de triangulaire.
En juillet 2024, il est nommé rapporteur de la branche famille du PLFSS par la commission des affaires sociales de l'Assemblée nationale.

### Direction de La France insoumise
En décembre 2022, Louis Boyard intègre la direction de La France insoumise.

### Élu local à Villeneuve-Saint-Georges

#### Élection municipale partielle de 2025
Louis Boyard se déclare le 10 décembre 2024 comme candidat à la mairie de Villeneuve-Saint-Georges pour les élections municipales partielles de janvier 2025, organisées après la démission d'un tiers des conseillers municipaux de la ville, à la suite d'un mandat du maire sortant Philippe Gaudin émaillé de polémiques, et de critiques sur sa gestion des comptes de la ville. Cette démarche est analysée comme un premier test pour La France insoumise en vue des élections municipales de 2026.
Sa liste est soutenue par La France insoumise et l'Initiative citoyenne villeneuvoise ainsi que par l'Union pour la reconstruction communiste. Elle fait face à une liste PCF-PS-EELV-G.s-PRG menée par le communiste Daniel Henry,, une liste LR menée par l'ancienne première adjointe Kristell Niasme, une liste du maire sortant de droite Philippe Gaudin et une liste UDI soutenu par le Modem et Renaissance menée par Éric Colson. Il termine en tête du premier tour avec 24,89 % des suffrages, devant la candidate de droite Kristell Niasme (22,70 %) et Daniel Henry (20,70 %). De nombreux élus de droite appellent à un « front des républicains » contre lui au second tour.
Des discussions s'engagent entre les deux listes de gauche pour une fusion au second tour mais Daniel Henry annonce finalement juste avant l'heure limite de dépôt des candidatures qu'aucun accord n'a été trouvé. Il retire néanmoins sa liste en appelant à voter pour Louis Boyard afin d'empêcher une victoire de la droite. Le secrétaire fédéral de la fédération du Parti socialiste du Val-de-Marne affirme à la presse que l'absence d'accord est dû, en plus de refus de Louis Boyard de respecter la fusion proportionnellement aux résultats du premier tour, à la demande du député insoumis d'exclure les socialistes de la liste fusionnée, une des exigences du côté du Parti socialiste étant l'exclusion d'un candidat de la liste insoumise en raison de ses propos où il qualifiait le Hamas de « résistance palestinienne » sur les réseaux sociaux,.
À l'issue du second tour, sa liste obtient 38,75 % des suffrages exprimés, derrière celle de Kristell Niasme qui obtient 49 % et devient la nouvelle maire de Villeneuve-Saint-Georges. Ce score, en étant l'unique liste de gauche encore en lice face à deux listes de droite et alors que Louis Boyard obtenait une large majorité dans la commune lors des précédentes élections législatives,, est analysé par les observateurs comme un nouvel échec de La France insoumise à s'implanter localement,, tandis que le mouvement salue au contraire un progrès par rapport à la liste communiste lors des municipales de 2020 et blâme les autres partis de gauche d'avoir refusé l'union,,.

#### Conseiller municipal d'opposition
Élu conseiller municipal, il est confronté en mars 2025 à une fronde, cinq des six anciens colistiers élus à ses côtés lançant leur propre groupe d’opposition.

## Vie privée
Louis Boyard est le compagnon de Marie Mesmeur, députée d'Ille-et-Vilaine depuis les élections législatives anticipées de 2024.

## Orientations et prises de position
Le 10 novembre 2022, invité à réagir sur l'accueil des migrants africains dans l'émission télévisée Touche pas à mon poste ! sur C8, il cite Vincent Bolloré comme une des « cinq personnes les plus riches […] qui appauvrissent la France et l'Afrique »,, ce qui déclenche une série d'insultes de la part de Cyril Hanouna. Le lendemain, l'Arcom est saisie et Louis Boyard réclame l'ouverture d'une commission d'enquête parlementaire sur l'ingérence de Vincent Bolloré dans les médias qu'il possède,. Puis, il annonce porter plainte, pour injures publiques, aggravées par sa qualité de parlementaire, contre Cyril Hanouna. Le 9 février 2023, pour avoir failli à son obligation de maîtrise de l’antenne, la chaîne C8 est condamnée à une amende de 3,5 millions d'euros par l'Arcom,.
Il participe à un clip de rap publié en janvier 2023 par Yanni dans lequel sont critiquées des personnalités politiques telles que Marine, Jean-Marie et Marion Maréchal Le Pen, mis en parallèle avec Philippe Pétain,. Adrien Quatennens est par ailleurs cité.
Deux jours avant la grève du 7 mars 2023 contre la réforme d'Olivier Dussopt, temps fort du mouvement social contre le projet de réforme des retraites, il se fait remarquer en appelant les lycéens et étudiants à rejoindre le mouvement en bloquant leurs établissements à travers un hashtag #BlocusChallenge,.
En 2023, dans le contexte de la rentrée des classes, Louis Boyard réagit à l'interdiction de l'abaya dans les établissements scolaires en expliquant qu'il s'agit de « polémiques islamophobes » destinées à ne pas parler des problèmes de l'école,. Dans un tweet du 21 septembre 2022, dans le contexte des manifestations des Iraniennes contre le port obligatoire du voile, Louis Boyard avait affirmé qu'il n'y a « aucune différence entre un Zemmour qui se bat pour arracher le voile des femmes, et les dirigeants iraniens qui se battent pour le leur imposer ».
Après l'attaque du Hamas contre Israël du 7 octobre 2023, Louis Boyard affirme dans un tweet : « Trop longtemps que la France ferme les yeux sur la colonisation et les exactions en Palestine. Trop longtemps que la France renvoie dos à dos la violence de l’État israélien et celle de groupes armés palestiniens. Des années d’inaction et toujours les civils qui en paient le prix. Comment s’habituer à l'horreur ? ». Sa réaction suscite des commentaires indignés de l'extrême droite, de la droite, du centre et d'une partie de la gauche,. Le député socialiste Jérome Guedj dit faire le constat d'« une forme de relativisme » et exprime son dégoût. La sénatrice socialiste Laurence Rossignol l'accuse d'« antisémitisme ».

## Attaques des médias de Vincent Bolloré

### Insultes de Cyril Hanouna sur C8
Le 10 novembre 2022, Louis Boyard est invité à donner son avis sur le sujet de l'Ocean Viking dans l'émission télévisée Touche pas à mon poste ! (TPMP), dont il est un ancien chroniqueur, sur la chaîne C8. Il met en cause des milliardaires, affirmant que les « cinq personnes les plus riches, ce sont les mêmes personnes qui appauvrissent la France et elles appauvrissent l'Afrique » et critique Vincent Bolloré, propriétaire milliardaire du groupe Canal+ dont C8 est une filiale, revenant notamment sur ses agissements au Cameroun pour lesquels il est poursuivi par la justice. Le présentateur Cyril Hanouna interrompt alors l'élu, le traitant d'« espèce d'abruti, bouffon, tocard » et de « merde », lui précisant : « Je m'en bats les couilles que tu sois élu », avant de lui rappeler qu'il a été chroniqueur dans l'émission, acceptant de ce fait l'argent de Vincent Bolloré.
À la suite de cette altercation, Mathilde Panot, présidente du groupe La France insoumise (LFI), annonce saisir l'Autorité de régulation de la communication audiovisuelle et numérique (Arcom) et vouloir l'ouverture d'une commission d'enquête parlementaire sur l'ingérence du milliardaire dans les médias,,. Le 15 novembre, Sarah Legrain, députée LFI, interpelle l'Assemblée nationale lors des questions au gouvernement sur l'incident, dénonçant une concentration des médias et un pouvoir trop important de leurs propriétaires sur la liberté d'expression en France.
La présidente de l'Assemblée nationale, Yaël Braun-Pivet, considère cette séquence télévisuelle comme dégradante tant pour le débat public que pour les personnes présentes sur le plateau et invite à « collectivement nous élever contre cette dérive du débat public et du débat dans les médias ». Pour le porte-parole du gouvernement Olivier Véran, « qu'on aime ou non Louis Boyard, qu'on partage ou non ses idées, il reste un élu. Il a le droit de s'exprimer comme il l'entend, et on n'a certainement pas à l'injurier ou l'insulter ».
Louis Boyard demande également une commission d'enquête sur Vincent Bolloré, et annonce le 14 novembre porter plainte pour « injure publique » contre l'animateur, Cyril Hanouna ayant promis de faire de même contre l'élu. La chaine C8 écope en février 2023 d'une amende record de 3,5 millions d'euros infligée par l'Arcom. « L'Arcom a en effet estimé que ces propos ont porté atteinte aux droits de l'invité, au respect de son honneur et de sa réputation » et que « cette séquence traduisait une méconnaissance par l'éditeur de son obligation de maîtrise de son antenne. »

### Fausse campagne citoyenne sur internet
En février 2025, Mediapart révèle qu'une pétition du site Change.org s'opposant à Louis Boyard, prétendument initiée par des citoyens anonymes, a été en fait secrètement orchestrée par deux cadres dirigeants du groupe Canal+ (propriété de Vincent Bolloré), le directeur général Gérald-Brice Viret et le directeur du développement de C8 Damien Hammouchi, qui ont fait appel à une agence de communication appartenant à Vincent Bolloré, dans le but de dénigrer et impacter négativement l'image du député.

## Résultats électoraux

### Élections législatives
| Année | Parti  | Parti | Circonscription    | 1er tour | 1er tour | 1er tour | 2d tour | 2d tour | 2d tour |
| Année | Parti  | Parti | Circonscription    | Voix     | %        | Rang     | Voix    | %       | Issue   |
| ----- | ------ | ----- | ------------------ | -------- | -------- | -------- | ------- | ------- | ------- |
| 2022  |        | LFI   | 3e du Val-de-Marne | 9 655    | 31,57    | 1er      | 15 087  | 51,98   | Élu     |
| 2024  | 19 290 | LFI   | 3e du Val-de-Marne | 42,17    | 1er      | 21 492   | 46,92   |         | Élu     |

### Élections municipales
Les résultats ci-dessous concernent uniquement les élections où il est tête de liste.
| Année | Liste | Liste   | Commune                  | 1er tour | 1er tour | 1er tour | 2d tour | 2d tour | 2d tour | Sièges obtenus |
| Année | Liste | Liste   | Commune                  | Voix     | %        | Rang     | Voix    | %       | Rang    | Sièges obtenus |
| ----- | ----- | ------- | ------------------------ | -------- | -------- | -------- | ------- | ------- | ------- | -------------- |
| 2025  |       | LFI-ICV | Villeneuve-Saint-Georges | 1 046    | 24,89    | 1er      | 1 897   | 38,75   | 2e      | 7 / 39         |